# Achtkantige spits tussen vier topgevels

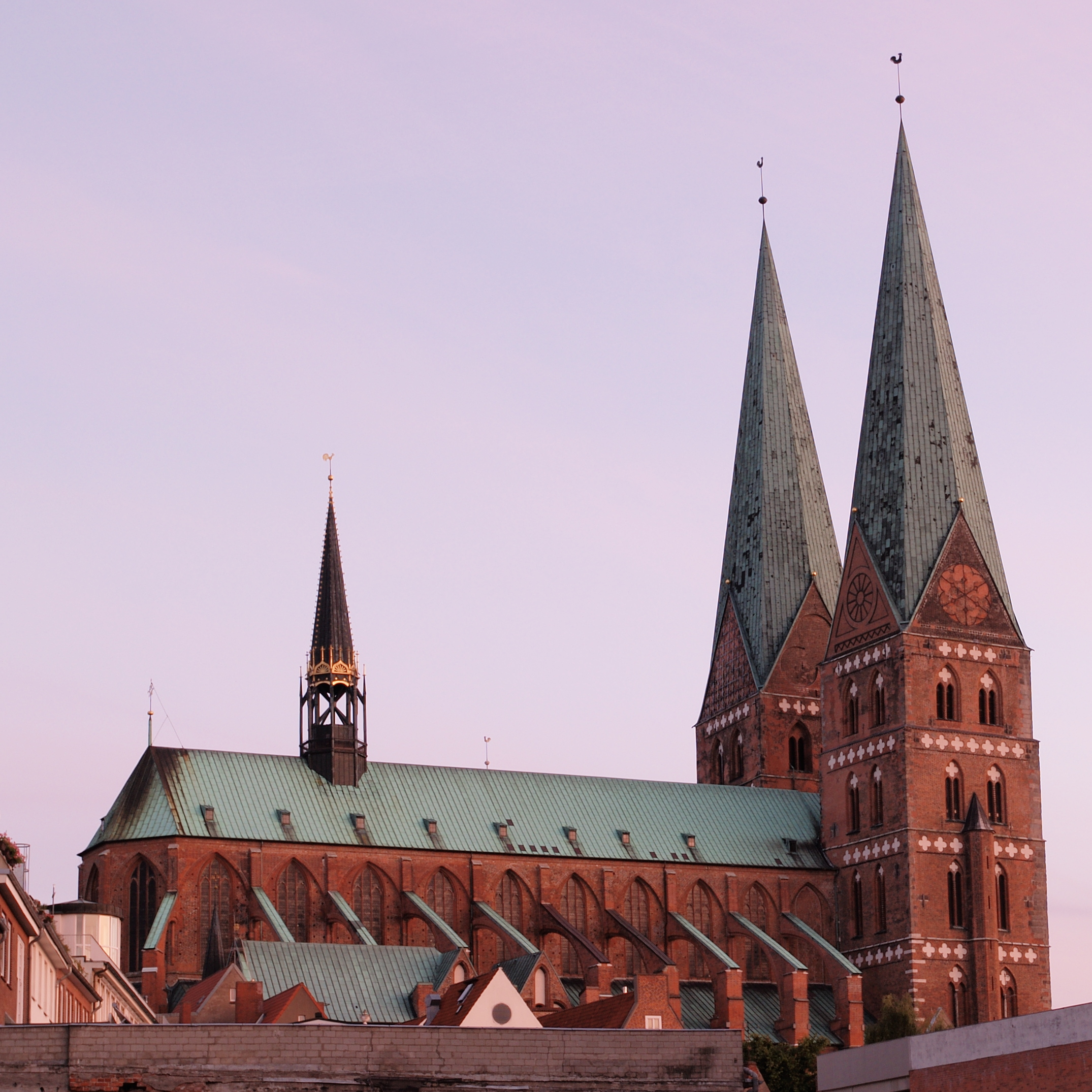
De Marienkirche in Lübeck. De torens werden in 1351 voltooid.

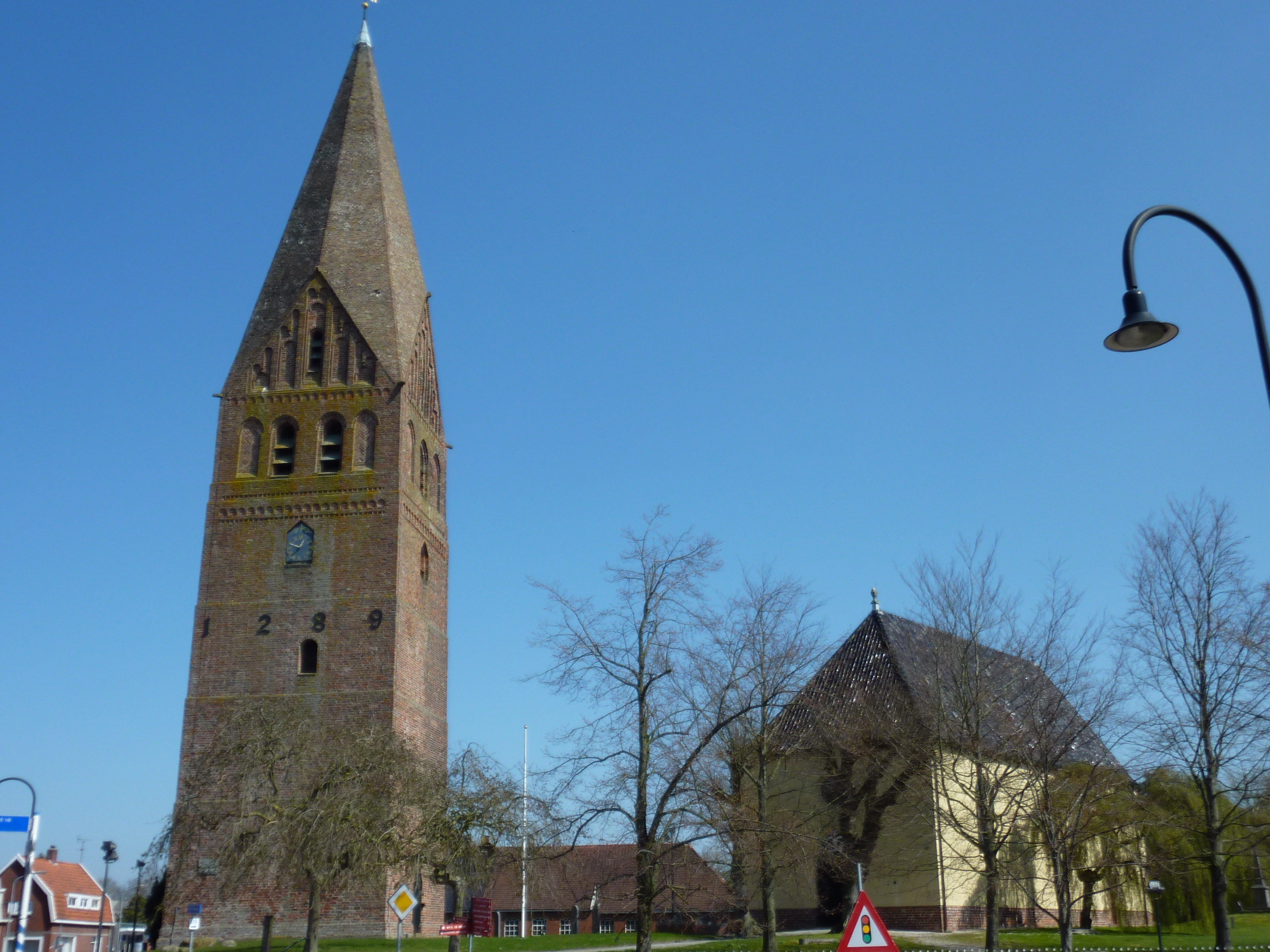
Toren van Schildwolde

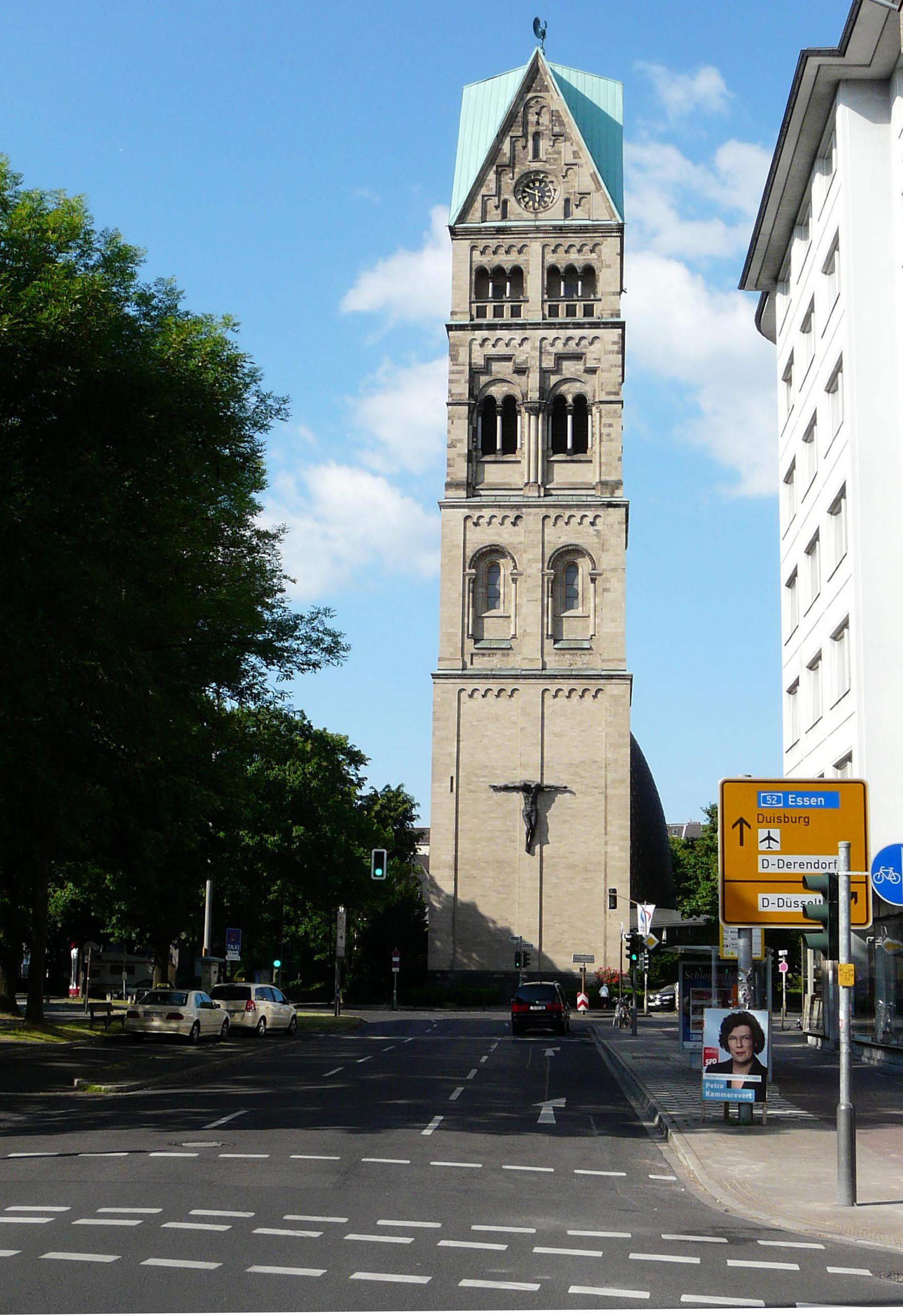
Naar binnen geknikte dakvlakken geven de Rochuskerk in Düsseldorf een stompe spits. Tot de Tweede Wereldoorlog had de kerk een hogere spits met rombisch dak.

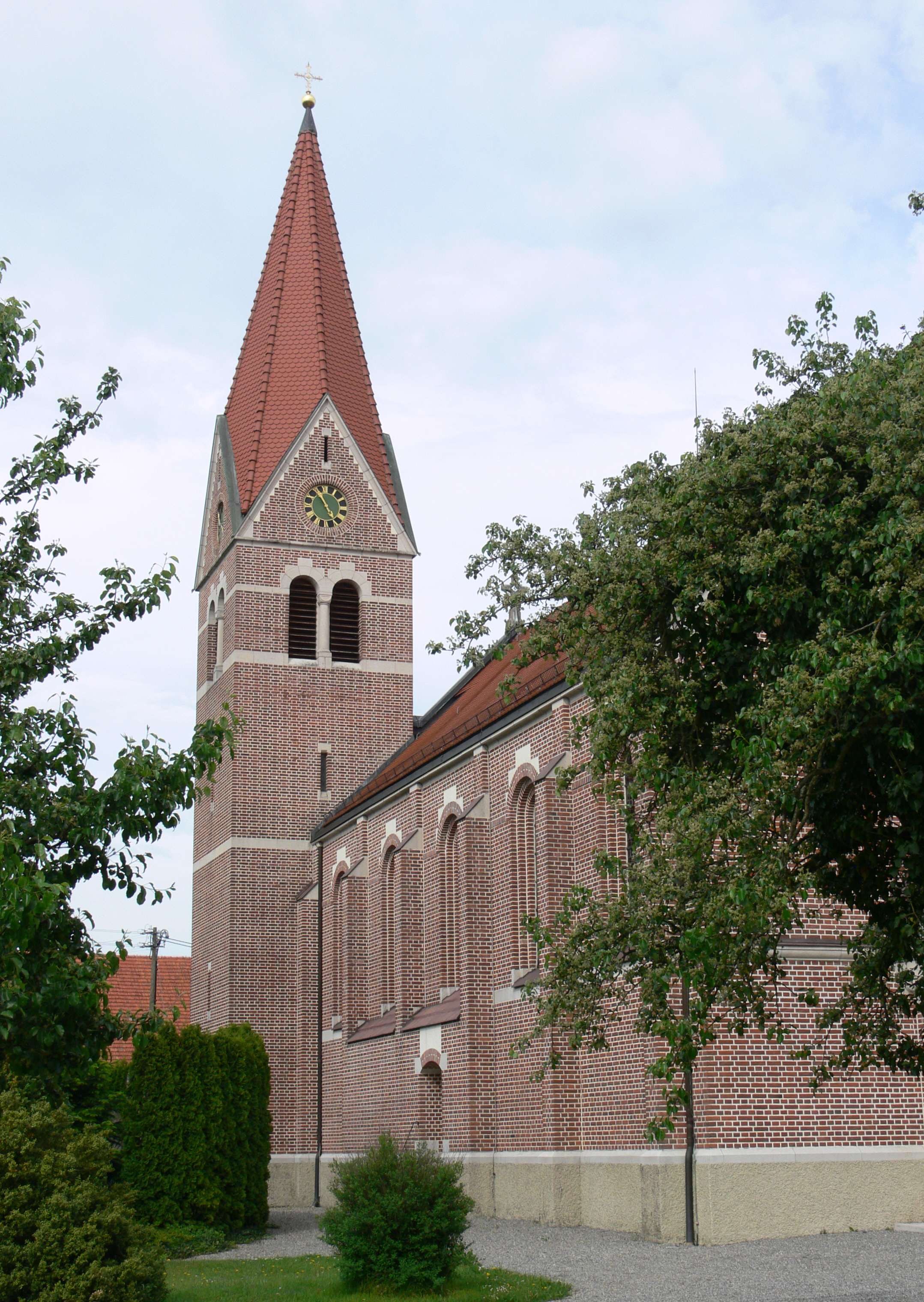
Parochiekerk St. Wendelin in Langenargen, Duitsland

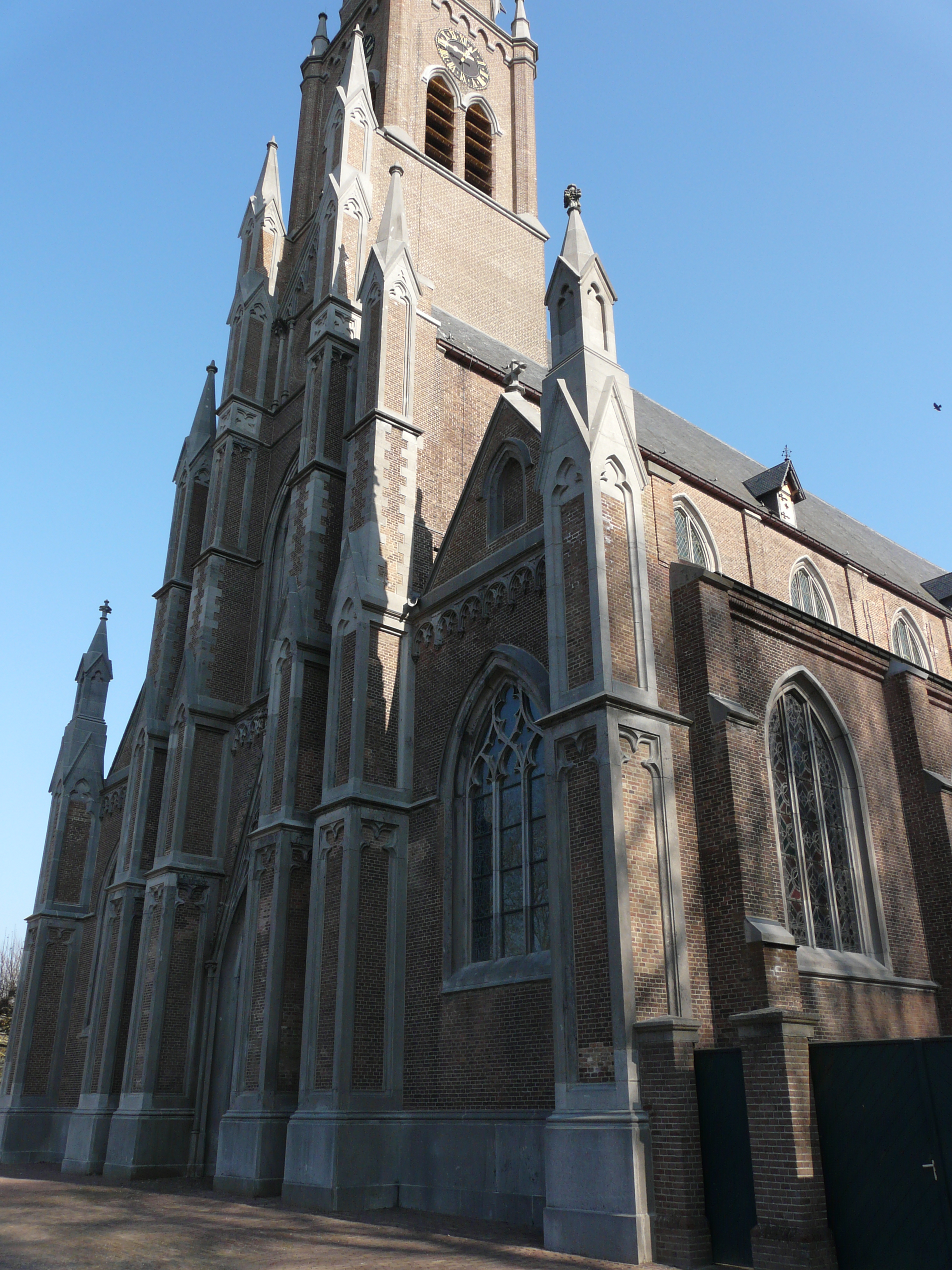
Kerk van Sint-Jans Onthoofding in Gemert: de pinakels op de steunberen van het schip

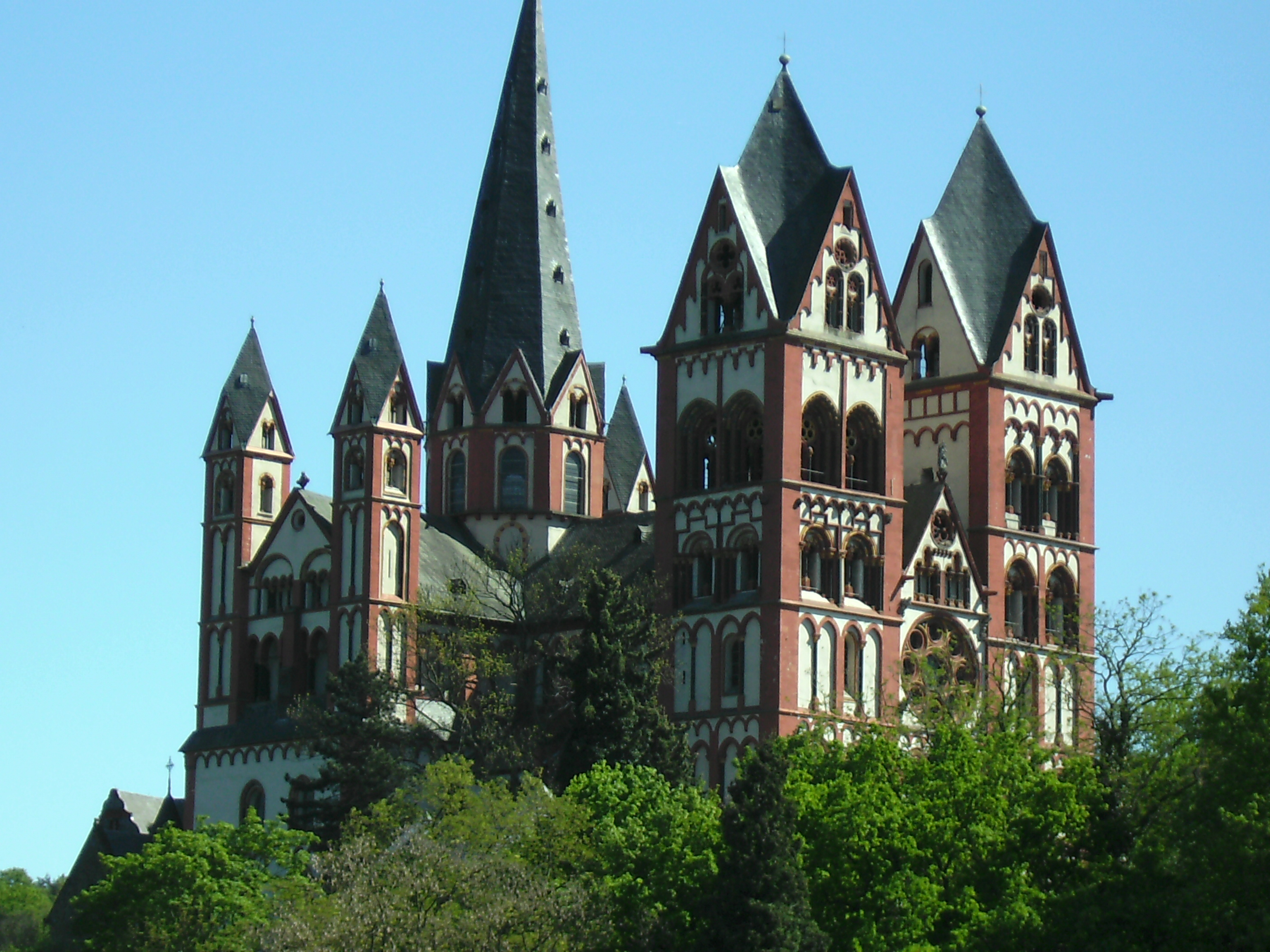
Dom van Limburg in Limburg an der Lahn: de westtorens hebben hol geknikte dakschilden

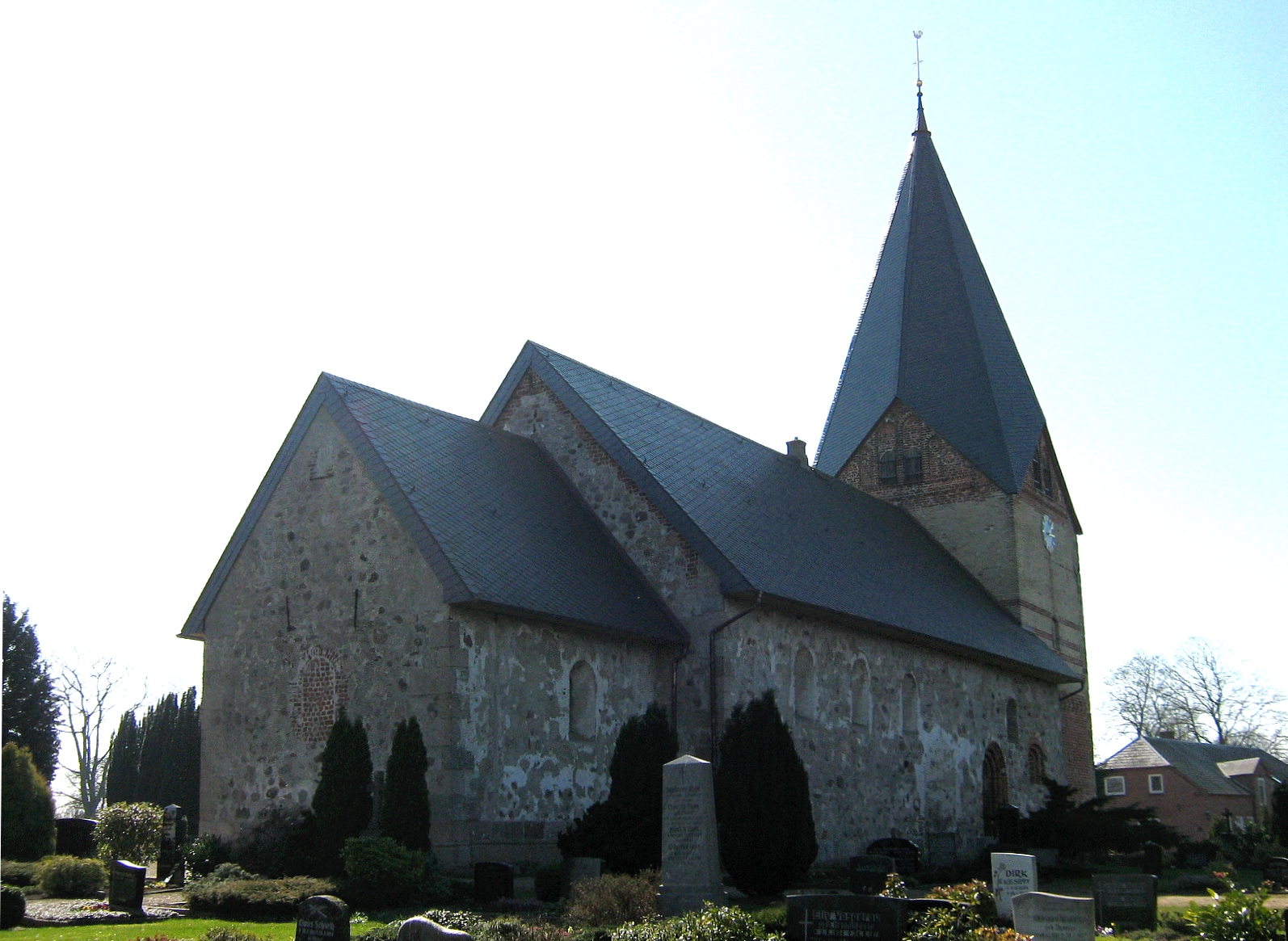
Sint-Nicolaaskerk in Groß-Quern, gemeente Steinbergkirche in Sleeswijk-Holstein

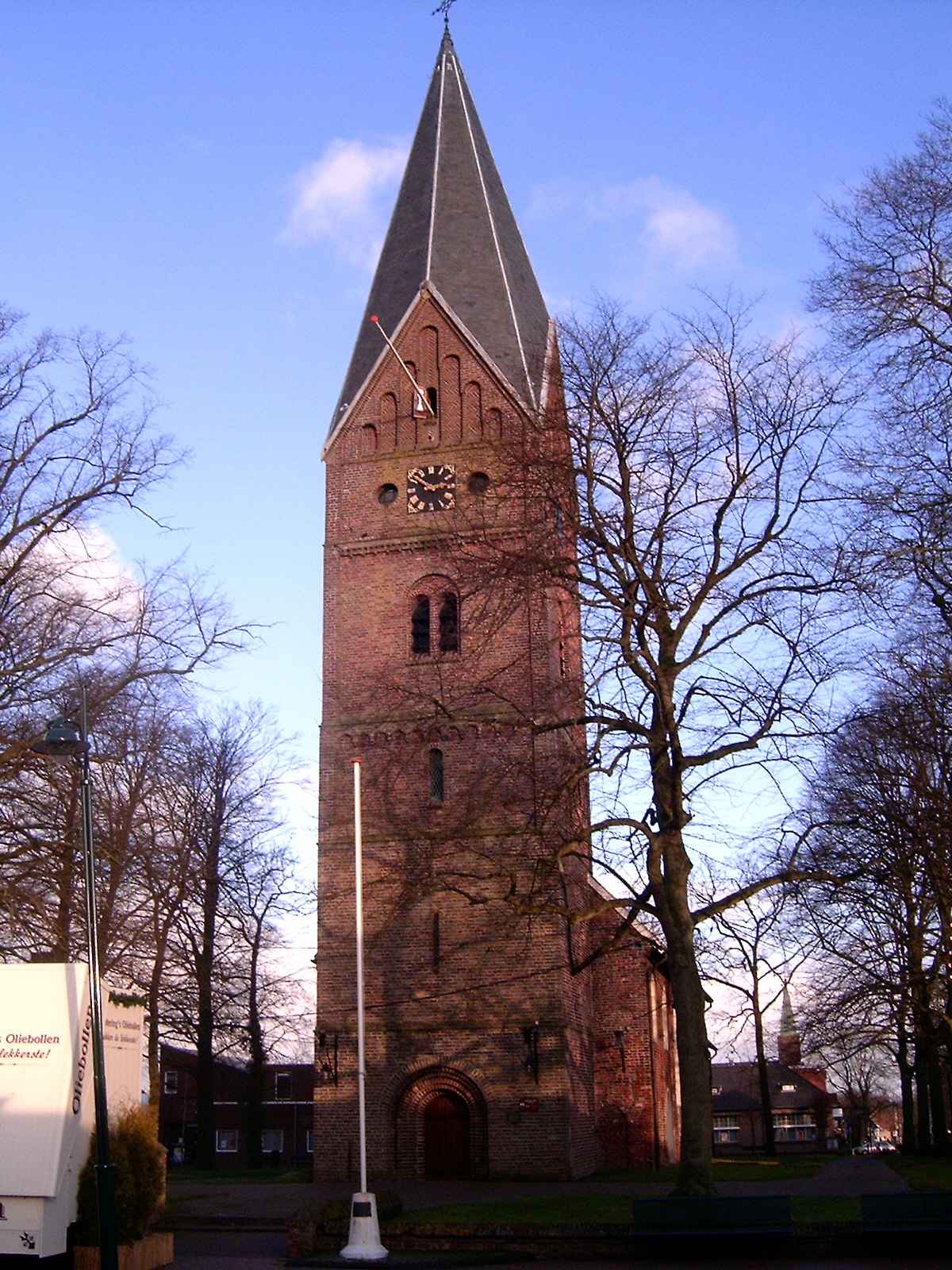
Kerk in Haren

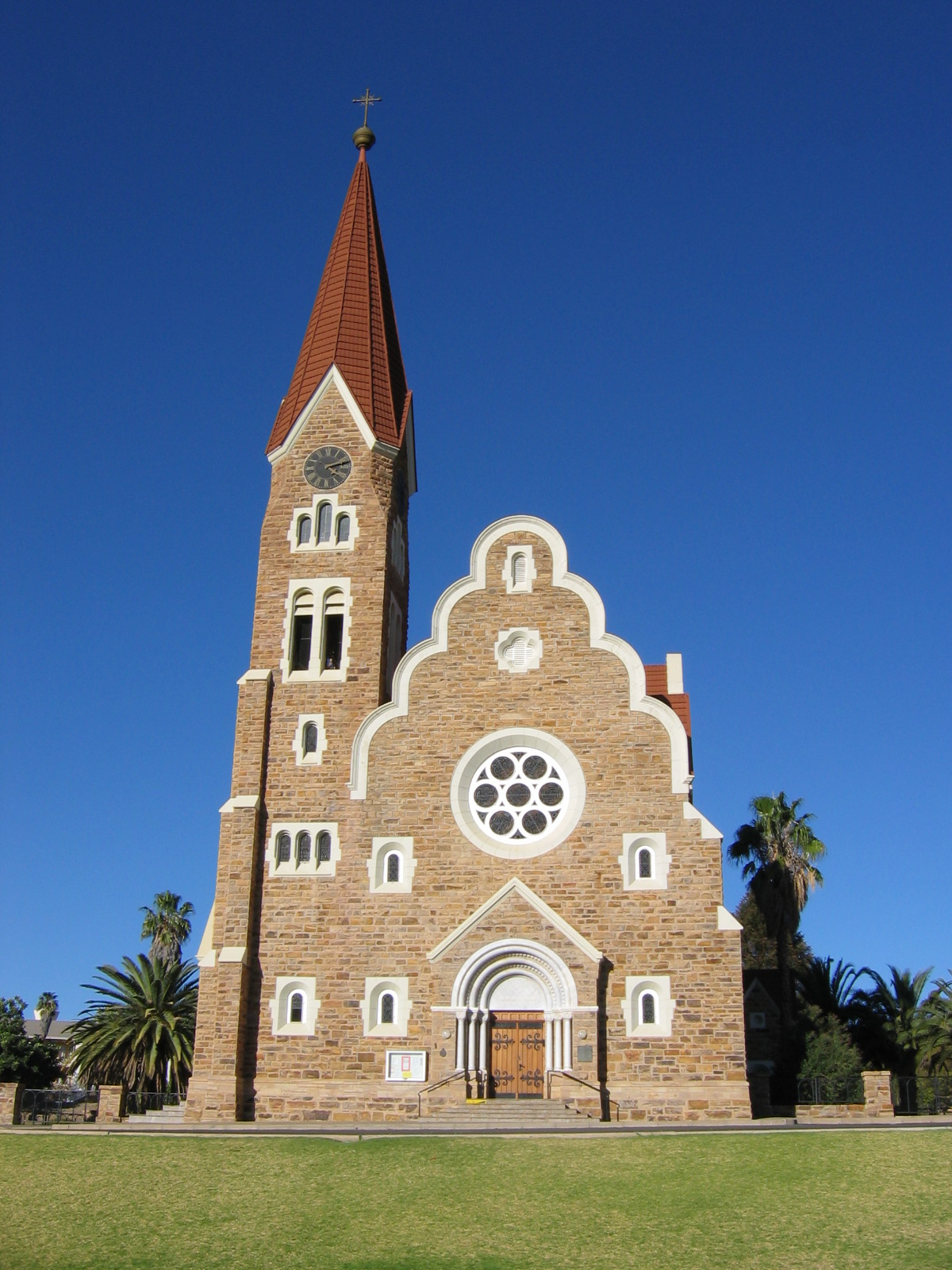
Christ Church in Windhoek (Namibië)

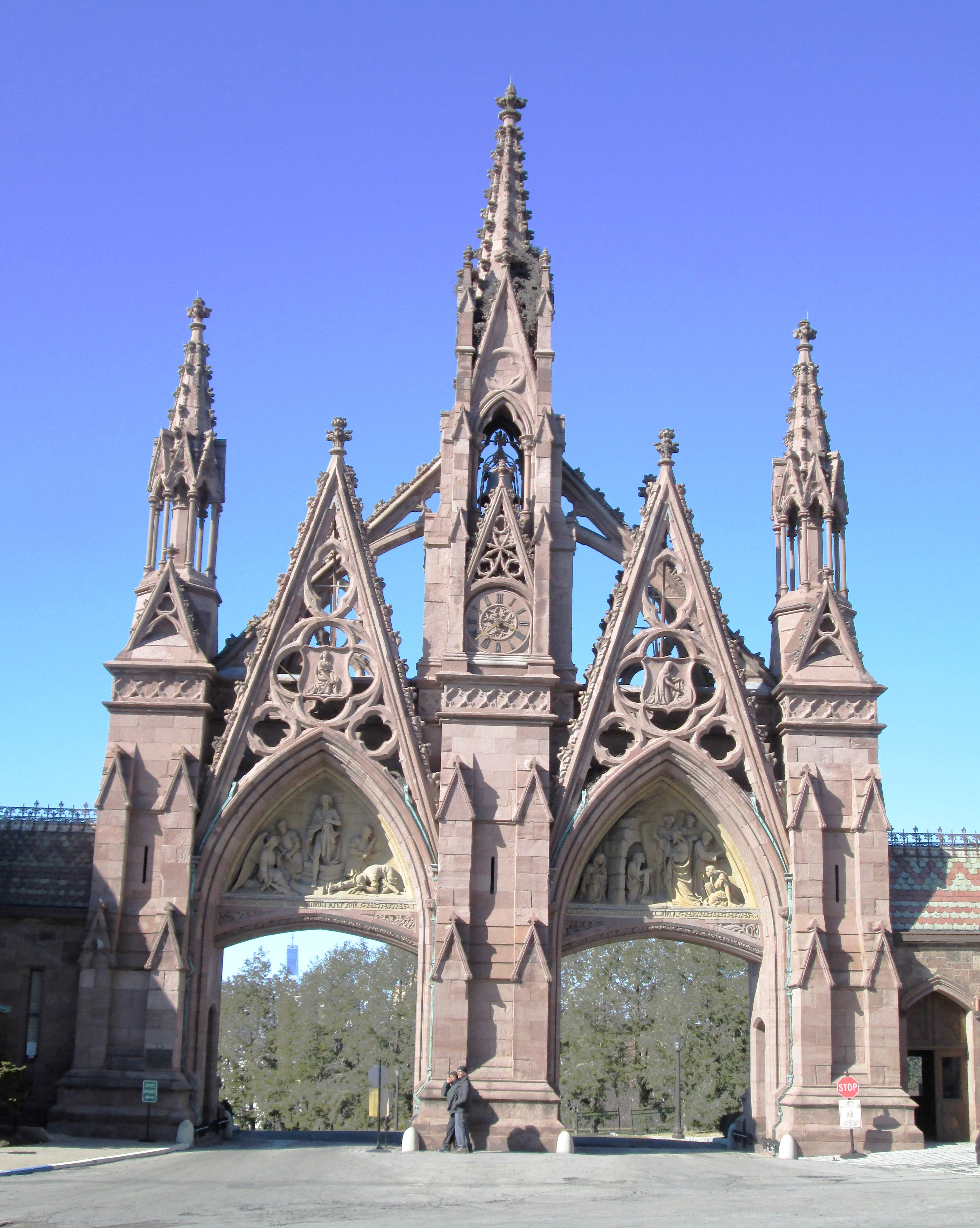
Ingang van Green-Wood Cemetery, gezien vanaf de begraafplaats. New York, gebouwd in 1865.

Een achtkantige spits tussen vier topgevels is een dakconstructie van een torenspits waarbij acht tegen elkaar geplaatste hellende dakschilden gedragen worden door vier topgevels, zodat dat ze samen geen vierkant grondvlak vormen. Het gaat vrijwel altijd om kerktorens. Bij hoofdtorens springt dit stijlelement in het oog, maar het komt ook voor bij vieringtorens en pinakels. Torens met dergelijke spitsen zijn overwegend in twee perioden gebouwd: 11e tot 14e eeuw en 18e en 19e eeuw. Elke periode heeft een eigen kerngebied. Buiten deze kerngebieden zijn deze spitsen vrij zeldzaam en buiten Europa komen ze maar sporadisch voor.
De kerken uit de eerste bouwperiode zijn romaans, soms met vroeggotische kenmerken. Ze zijn te vinden in kustregio's, vanaf Friesland oostwaarts tot in de Baltische staten. Verder in grote delen van Duitsland, maar het meest in het noorden. In Scandinavië komen ze voor in Noorwegen, Denemarken en Zuid-Zweden. Op Gotland is een opvallende concentratie en heeft een op de zes kerken deze karakteristieke bouw.
In de tweede bouwperiode, vanaf de 18e eeuw, zijn dergelijke kerken gebouwd in een veelheid van stijlen, vooral neoromaans, neogotisch en neoclassicistisch. Deze hebben veelal naaldspitsen en hebben door hun vormtaal en soms uitbundige versiering weinig gemeen met de sobere, romaanse variant. In Zuid-Duitsland, Oostenrijk en Zwitserland zijn veel van dergelijke kerken gebouwd. Architect Pierre Cuypers heeft verscheidene neogotische kerken met dit spitstype gebouwd, maar verder zijn ze in Nederland en België zeldzaam.

## Geometrie
De muren van de toren worden als vier opstaande driehoeken hoger opgetrokken. Waar de hoekpunten van die driehoeken samenkomen rijzen de dakvlakken naar de top van de spits, waarbij elk paar dakvlakken een vlieger vormt, die over de symmetrieas geknikt is. Gewoonlijk is de vlieger naar buiten geknikt, zodat een steile spits ontstaat. Knikt de vlieger naar binnen, dan is de spits stomp, zoals hieronder beschreven bij Verwante vormen.

### Verwante vormen
Wanneer men, uitgaande van de vorm die hierboven beschreven is, de spits lager maakt, gaat de achtzijdige spits steeds meer lijken op een vierzijdige rombische spits, die vier ruitvormige dakvlakken heeft. Wordt de top nog verder verlaagd, dan ontstaat weer een achtkantige spits, nu met naar binnen geknikte dakvlakken. Bij de Dom van Limburg in Limburg an der Lahn zijn de dakvlakken van de westtorens zo weinig naar binnen geknikt, dat niet direct te zien is of dit bedoeld was door de bouwmeesters. Veel duidelijker naar binnen geknikt zijn de dakvlakken van de Rochuskerk in Düsseldorf, die amper nog verschilt van een kruisdaktoren.

### Andere vormen
Alle hierboven beschreven geometrieën zijn vrij zeldzaam. Veel gangbaarder zijn achtkantige torenspitsen waarbij niet de ribben van de spits, maar juist de vlakken van de spits naar de vier hoeken van de toren gekeerd zijn. In dat geval is er nauwelijks een geometrisch dwingende relatie tussen puntgevels en spits. De dakvlakken zijn niet vliegervormig en de topgevels zijn veelal schijngevels.
Voorbeelden zijn de Sint-Andreaskerk in Reimsbach, de Sint-Bonaventurakerk in Woerden en de Sint-Mariakerk in Palanga, zie de Fotogalerij onderaan.

## Stijl en verspreiding
Vroege vormen van het spitstype met geknikte, vliegervormige dakvlakken zijn te vinden in romaanse kerken. Het komt voor in kerken die zowel romaanse als gotische stijlelementen hebben, maar niet in zuiver gotische bouwwerken. Vanaf de achttiende eeuw keert het terug in neoromaanse en neogotische vormen.
Achtkantige spitsen tussen vier topgevels komen overal voor waar de Noordwest-Europese kerkarchitectuur invloed heeft. Duidelijk zeldzamer is het subtype dat behandeld wordt in dit artikel, waarbij er ribben lopen naar de geveltoppen en hoeken van de toren. Van dit subtype verschilt de verspreiding sterk per regio:
- In Duitsland en zijn buurlanden is dit spitstype zowel in romaanse stijl als in neo-stijlen te vinden, in Frankrijk voornamelijk in het oosten.
- Op het Europese vasteland ontbreken dergelijke torenspitsen vrijwel in de Balkan en de streken aan de Middellandse Zee, al zijn er in Zuid-Tirol en Slovenië wel voorbeelden van.
- In Zwitserland en Oostenrijk is dit subtype heel gangbaar, vooral in neogotische kerken
- Op de Britse eilanden en IJsland komt het nauwelijks voor
- Buiten Europa is er veelal een verband met immigratie of kolonisatie. Zo kent Windhoek, de hoofdstad van de vroegere Duitse kolonie Namibië twee van dergelijke kerken. In de Verenigde Staten is er een concentratie in gebieden met Duitse immigratie.

## Enkele voorbeelden in Europa

### België
- Sint-Pieterskerk te Leut
- Sint-Jan Baptistkerk te Kerkhoven (Lommel)
- Sint-Jozefskerk te Lommel-Kolonie
- Sint-Remacluskerk te Spa

### Duitsland
- Rozenkranskerk in Bad Neuenahr (de hoofdtoren van het Neoromaanse bouwwerk)
- Kaiser-Wilhelm-Gedächtniskirche in het Berlijnse stadsdeel Berlin-Charlottenburg (alleen de noordtorens, die ingestort zijn; de nog bestaande hoofdtoren heeft een achtkantige spits tussen acht topgevels)
- Andreaskerk in het Berlijnse stadsdeel Wannsee
- Dom van Limburg in Limburg an der Lahn
- Parochiekerk St. Wendelin in Langenargen
- Elisabethkerk in Marburg, een van de eerste zuiver gotische kerken in Duitsland en een bekend pelgrimsoord
- Marienkirche in Lübeck
- Sint-Nicolaaskerk in Groß-Quern, gemeente Steinbergkirche
- Dom van Speyer te Speyer

### Faeröer
- Het kerkje van Hattarvík

### Hongarije
- Reformatorische kerk in Ráckeve, met hoektorentjes, zeldzaam bij dit spitstype

### Litouwen
- Sint-Annakerk in Skaruliai

### Nederland

#### Pierre Cuypers
In Nederland heeft Pierre Cuypers ten minste zestien neogotische kerken met dit spitstype gebouwd. Dit zijn:
- Maria Magdalenakerk te Amsterdam
- Posthoornkerk te Amsterdam
- Sint-Vituskerk te Blauwhuis (ook de dakruiter)
- Jacobus de Meerderekerk te Bocholtz
- Sint-Barbarakerk te Breda (afgebroken)
- Sint-Jozefkathedraal te Groningen (alleen de dakruiter; de hoofdtoren is zeskantig)
- Sint-Vituskerk te Hilversum
- Onze-Lieve-Vrouw-Geboortekerk te Kessel
- Sint-Willibrorduskerk te Kloosterburen
- Sint-Nicolaaskerk te Lutjebroek
- Antonius Abtkerk te Nijmegen
- Sint-Urbanuskerk te Ouderkerk aan de Amstel
- Munsterkerk te Roermond; de kerk is 13e-eeuws, de controversiële vierkante torens met achtkantige spitsen zijn van Cuypers
- Sint-Martinuskerk te Sneek (alleen de dakruiter; er is nooit een hoofdtoren gerealiseerd)
- Onze-Lieve-Vrouw Onbevlekt Ontvangen te Venlo; bij herstel van oorlogsschade heeft deze kerk een rombisch dak gekregen
- Sint-Johannes de Doperkerk te Vlaardingen; de toren bleef behouden toen de kerk in 1956 afgebroken is

#### Overige in Nederland (selectie)
- Kerk van Sint-Jans Onthoofding in Gemert (de pinakels op de steunberen van het schip)
- Nicolaaskerk te Haren
- Sint-Judocuskerk te Hernen, van P. Th. Stornebrink
- Vredekerk in De Lier, voltooid in 1924 en daarmee een van de jongste kerken in Nederland met dit spitstype
- Viertorenkerk te Midwolda; deze is in de 17e eeuw verdwenen, maar op een zegel uit 1347 en op wapenschilden in de regio wordt hij afgebeeld met achtkanten tussen topgevels; er zijn echter ook afbeeldingen die een andere of onduidelijke vorm tonen
- Onze-Lieve-Vrouw-van-Rustkapel te Mildert
- Juffertoren van Schildwolde (gemetseld)
- Sint-Remigiuskerk te Schimmert (alleen de dakruiter; bijzonder doordat de kruisdaken van hoofdbeuk en transept hier fungeren als topgevels)
- Sint-Martinuskerk te Spekholzerheide
- Antoniuskerk te Surhuizum (gemetseld)
- Sint-Ceciliakerk te Veldhoven, met hoektorentjes, zeldzaam bij dit spitstype

### Noorwegen
- Domkerk van Hamar

### Oostenrijk
- Vergelijkbaar met Zwitserland: zeer gangbaar, romaans, overgaand in de gotiek van de Alpen; bijvoorbeeld de dorpskerken van Hochfilzen enHellmonsödt

### Polen
- O.L.V. van de Rozenkranskerk in het dorp Lubiechnia Wielka
- O.L.V. van de Rozenkranskerk in het dorp Wielowieś

### Rusland
- Koningin Louise-gedenkkerk in Kaliningrad
- Lutherse Sint-Petrus en Pauluskathedraal in Moskou

### Zweden
- Verscheidene oude romaanse kerken op Gotland, van de 12e tot de 14e eeuw. Ook op het vasteland zijn deze te vinden, naast neogotische voorbeelden

### Zwitserland
- Vele tientallen, misschien honderden, waarbij de romaanse bouwwijze bij latere gebouwen overgaat naar een variant van de gotiek die kenmerkend is voor het Alpengebied. De Fraumünster in Zürich is een romaanse kerk, die in de achttiende eeuw de huidige toren kreeg.

## Enkele voorbeelden buiten Europa
Deze zijn steeds gebaseerd op Europese stijlen

### Namibië
- Mariakathedraal in Windhoek
- Christ Church in Windhoek. De hoeken van de toren zijn hier iets beknot, waardoor in de spits nog vier spievormige dakvlakken ontstaan.

### Verenigde Staten
- Hoofdpoort van Green-Wood Cemetery in Brooklyn (New York). Dit is een van de zeer weinige toepassingen in niet-religieuze bouwwerken
- De Grace Episcopal Church in Whitney Point (New York), typisch Amerikaanse houtbouw uit 1871, in neogotische volksarchitectuur naar voorbeeld van stenen kerken uit het Alpengebied.

### Zuid-Afrika
- Sint-Patrickskathedraal in Kokstad

## Fotogalerij

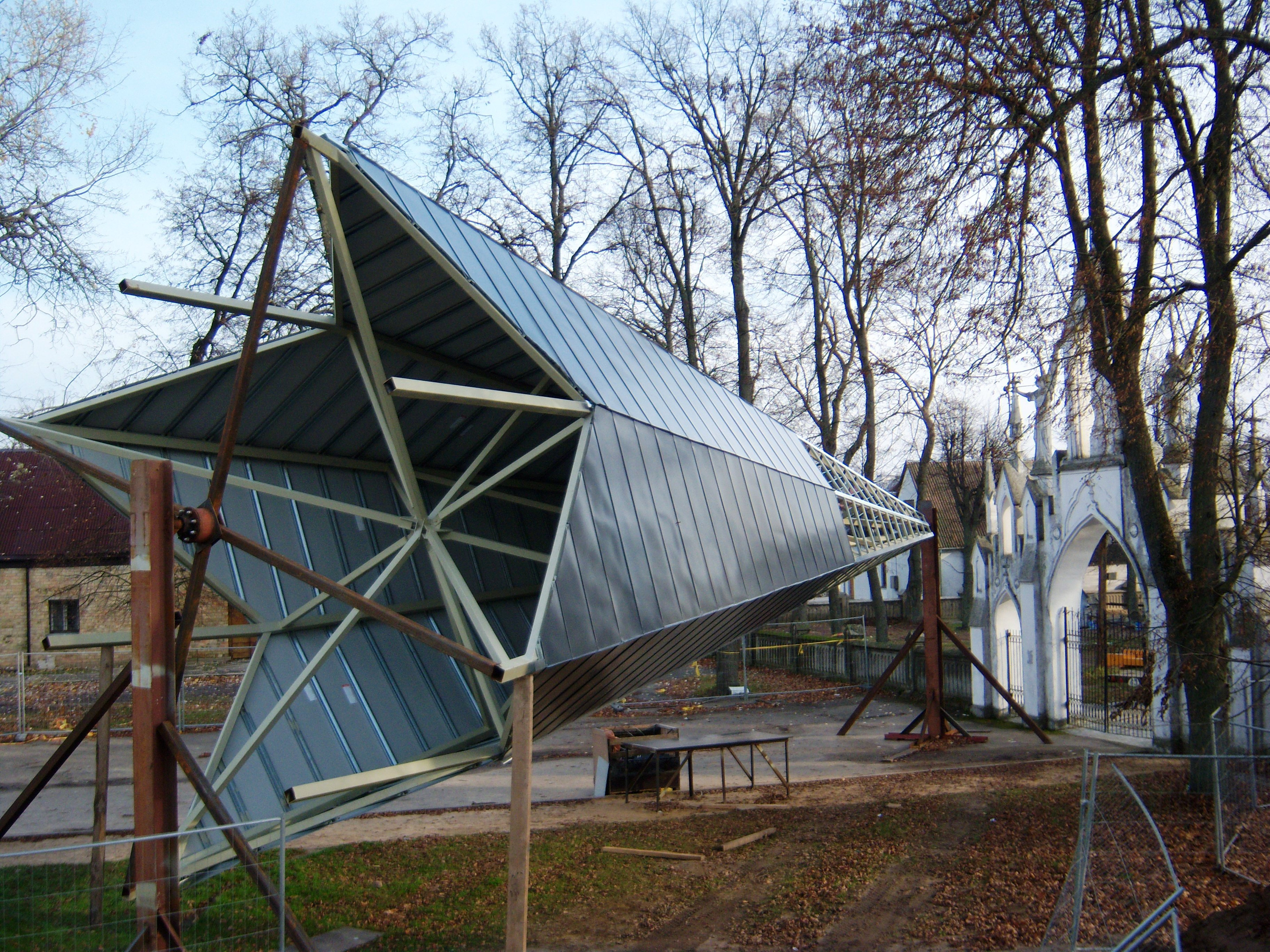
Een nieuwe spits ligt klaar voor de reconstructie van de torens, na brand in de Sint-Mattheuskerk in Naujamiestis (Letland)
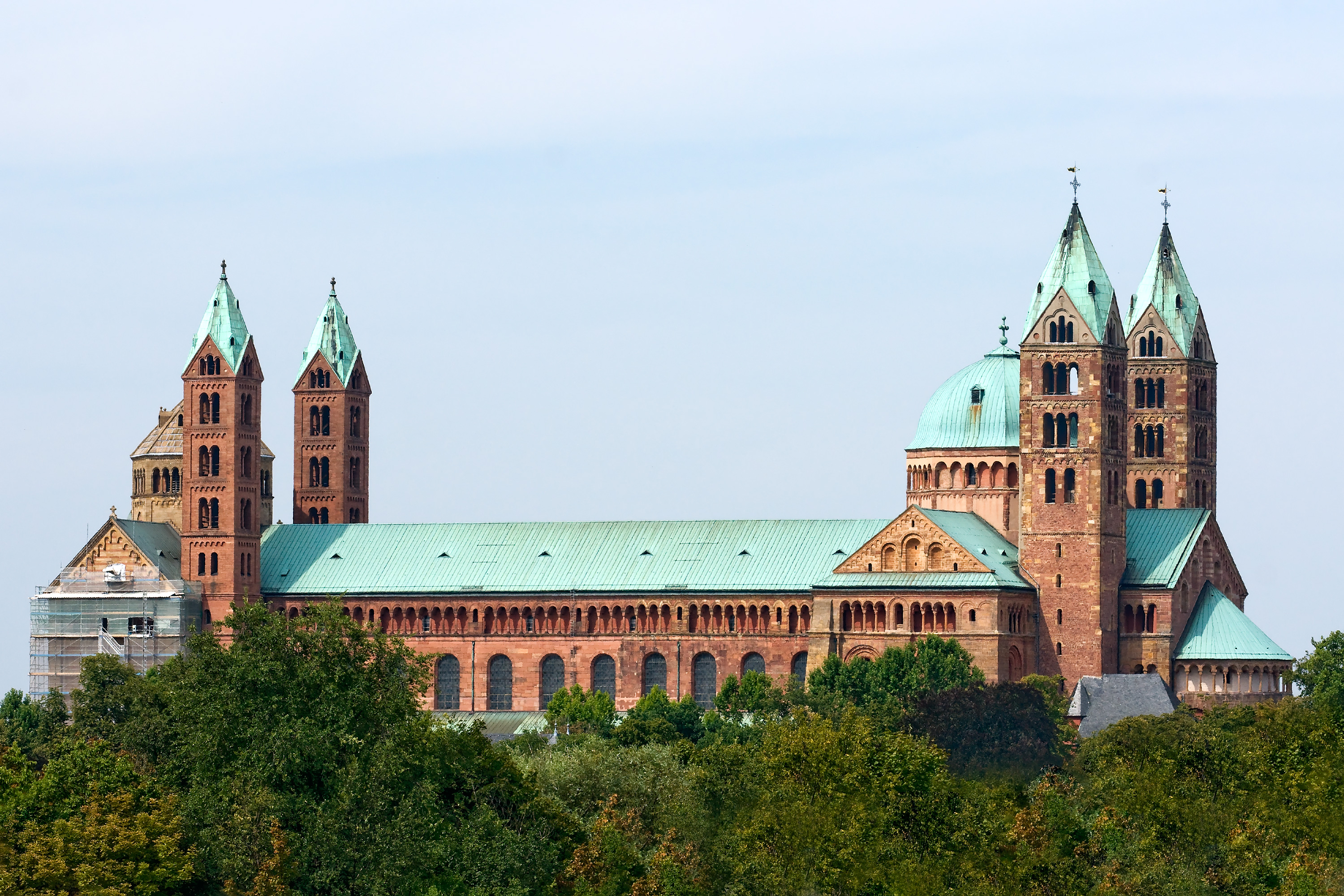
Dom van Speyer te Speyer
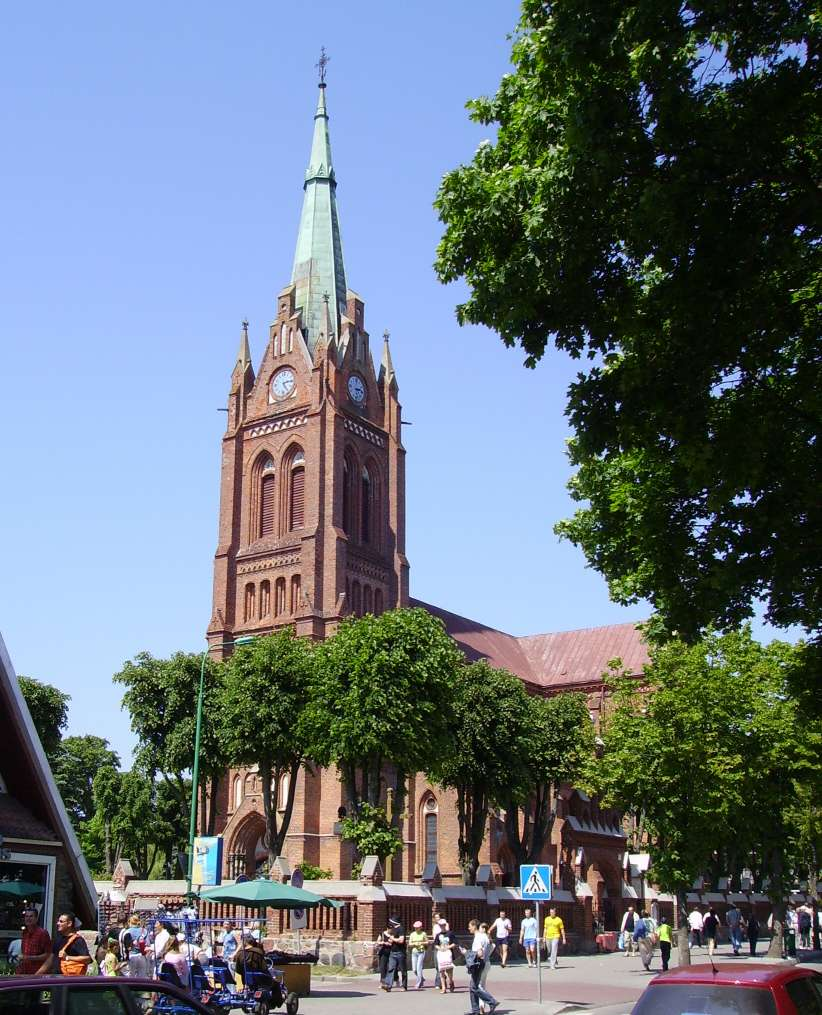
Sint-Mariakerk in Palanga: geen ribben naar de top van de gevel

achtkantige tussen vier topgevels · afgeknot · erker/arkeltorentjes · flankerende torentjes · gedraaid · gemetseld · ingesnoerd · klokvormig · kruisdak · naald · parabool · rombisch/ruit · ui